# 范钦臣
范钦臣（1941年—），男，河南巩义人，中华人民共和国政治人物。

## 生平
1966年，毕业于武汉钢铁学院化工系，后供职于河南省焦作市耐火材料一厂。1980年，升任焦作市副市长、市长、中共焦作市委书记。1991年，升任河南省人民政府副省长。1995年，任中共河南省委副书记。2001年，任河南省政协副主席。2003年至2006年，升任主席。